# Столфи, Жоржи
Жоржи Столфи (род. 1950, Сан-Паулу) — бразильский профессор информатики в Государственном университете Кампинаса. Работает в области компьютерного зрения, цифровой обработки изображений, сплайнов и других методов аппроксимации функций, теории графов, вычислительной геометрии и ряда других областей. По данным ISI Web Of Science, по состоянию на 2010 год он был самым высоко цитируемым учёным-компьютерщиком в Бразилии.

## Биография
Жоржи Столфи родился в Вила-Каррау, пригороде Сан-Паулу. Его родители иммигрировали в Бразилию из итальянского региона Венето всего два года назад, и поэтому он говорил по-венециански как на своем родном языке. Он получил степень инженера в области электроники (1973) и магистра по прикладной математике (1979) в Университете Сан-Паулу. С 1979 по 1988 год он был студентом Лео Гибаса в Стэнфордском университете, где получил степень доктора в области компьютерных наук. После получения степени доктора философии он стал инженером-исследователем в SRC.
В 1992 году он вернулся в Бразилию, чтобы занять должность на факультете компьютерных наук Университета Кампинаса (UNICAMP). Он был председателем института с 2004 по 2008 год. Несмотря на это, студенты подвергли Столфи критике за то, что он не исправил тесты бакалавриата в 2016 году.
Во время учебы в Стэнфорде Лео Гибас и Жоржи работали над новой в то время областью вычислительной геометрии. Среди других результатов они разработали четырехстороннюю структуру данных для двумерных карт, кинетическую основу для вычислительной геометрии. Докторская диссертация Жоржи по ориентированной проективной геометрии была позже опубликована в виде книги. Он также нарисовал десятки карикатур для технических отчетов DEC SRC.
В 1992 году Жоржи собрал и широко распространил (через исторические ftp-архивы DEC gatekeeper и бесплатное программное обеспечение Prime Time) набор списков слов, которые позже легли в основу ресурсов ispell (позже myspell, в настоящее время часть OpenOffice.org и Mozilla как hunspell).
После переезда в UNICAMP Жоржи разработал аффинную арифметику, модель для самостоятельных вычислений (которую он задумал в 1991 году), в сотрудничестве с Маркусом Андраде, Ж. Комбой и Л. Фигейредо. В UNICAMP Жоржи также работал с К. Лукчези и Т. Ковалтовски над технологией конечных преобразователей для проверки орфографии и других задач обработки естественного языка. Вместе со своим учеником Х. Лейтао он разработал эффективный алгоритм повторной сборки фрагментов керамики путем сопоставления многомасштабных контуров и проанализировал плотность полезной информации, содержащейся в этих контурах. Он также внес свой вклад в изучение рукописи Войнича.
В конце 2013 года Жоржи проявил активный интерес к экономике криптовалют. Он стал скептически относиться к его основательности и шансам на успех и советовал бразильской общественности не инвестировать в биткоин. В 2016 году он направил в SEC письмо, в котором сравнил биткоины с пенни-стоками и финансовыми пирамидами.